# Festival Eurovisão da Canção 1959
O Festival Eurovisão da Canção 1959 (em inglês: Eurovision Song Contest 1959 e em francês: Concours Eurovision de la chanson 1959) foi o 4º Festival Eurovisão da Canção e realizou-se no dia 11 de março de 1959 na cidade da Riviera Francesa de Cannes. Jacqueline Joubert foi a apresentadora do festival que foi ganho pela holandesa Teddy Scholten que representou os Países Baixos com a canção "Een beetje" (Um pouco), dando assim, a segunda vitória aos Países Baixos, o primeiro país a ganhar duas vezes o concurso e também o único a ganhar mais do que uma vez na década de 1950. Em segundo lugar posicionaram-se os britânicos Pearl Carr & Teddy Johnson, com a canção "Sing Little Birdie", que obteve 16 pontos, dando assim, o primeiro dos 15 2ºs lugares que o Reino Unido viria a ter e também a melhor classificação até 1967. Em terceiro lugar, com 15 pontos, foi a canção francesa "Oui oui oui oui", cantada por Jean Philippe. Estas três canções foram interpretadas no final do festival, sendo a única vez que tal aconteceu, que durou 73 minutos. A letra da canção vencedora foi escrita por Willy van Hemert, o qual também escreveu a letra da canção holandesa de 1957. Uma nova regra foi criada na Eurovisão obrigou que apenas editores ou compositores profissionais podiam fazer parte dos júris nacionais. Este festival foi a primeira retirada de Luxemburgo, depois de terminar com um ponto no ano anterior, a estreia do Mónaco e o retorno do Reino Unido após sua ausência em 1958, assim que a UER alterou as regras de concurso para admitir 11 participantes. O representante monegasco, Jacques Pills, terminou em último, com um ponto, mas sua filha Jacqueline Boyer venceu o festival no ano seguinte, pela França. Na imprensa, foi sugerido que Itália e a França deram mais pontos á canção holandesa porque nenhum destes queria que o outro obtivesse a vitória final.

## Local

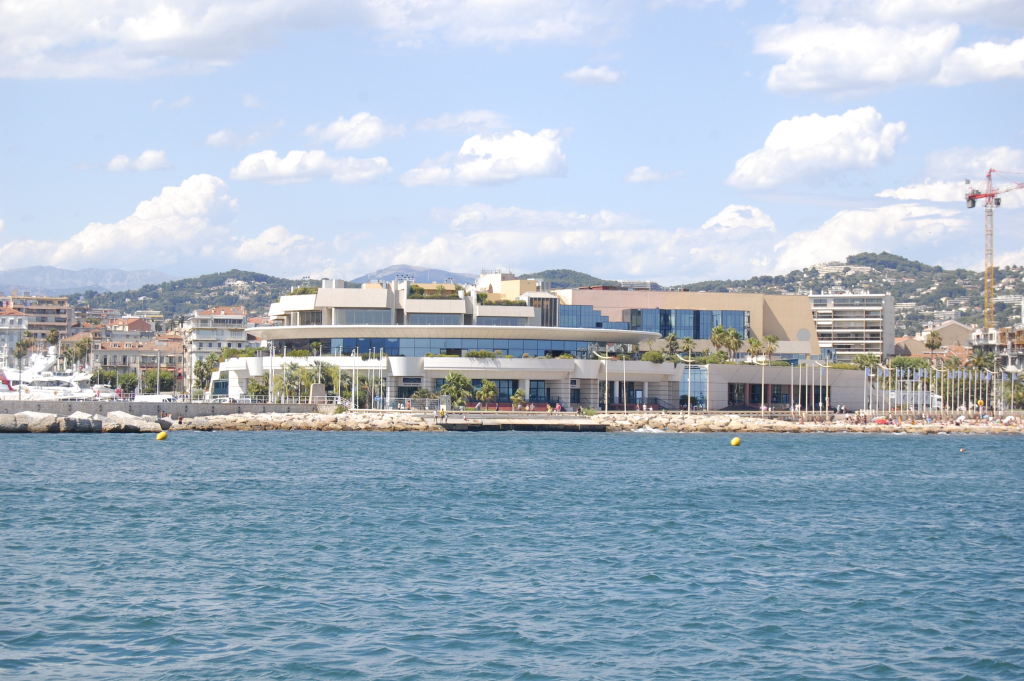
O Palais des Festivals et des Congrès, em Cannes, França.

O Festival Eurovisão da Canção 1959 ocorreu em Cannes, na França. A estação emissora francesa RTF decidiu organizar a 4ª edição do concurso em Cannes, em vez de Paris, o que não foi como uma grande surpresa por parte dos franceses. Cannes já era bem utilizada para encenar grandes eventos internacionais, incluindo o mais famoso, festival de cinema anual de Cannes, que tinha sido executado desde 1946. A televisão francesa tinha um estúdio local, com base nas proximidades e a combinação de um local prontamente disponível e do clima mediterrânico fez a centro de vela popular de Cannes o natural favorito para sediar a competição, apesar de sua população relativamente pequena de pouco mais de 50.000. A escolha do local também foi nenhuma surpresa. O famoso Palais des Festivals (à esquerda), no coração da cidade, era na época o maior local para organizar o concurso. O original Palais des Festivals foi construído em 1949 para sediar o festival de cinema. O edifício era localizado na famosa avenida de La Croisette, no local atual do Hotel Noga Hilton. Apesar de também encenar o Festival Eurovisão da Canção 1961, hoje o antigo Palais des Festivals já não existe. Em resposta ao crescente sucesso do festival de cinema e o advento de várias convenções de grandes empresas, a cidade de Cannes decidiu construir um novo e maior espaço em 1979. O festival de cinema mudou-se para o novo Palais des Festivals et des Congrès em 1983 e logo após o antigo Palais des Festivals foi destruído. Apesar de sua maior capacidade e conceito moderno, o design do atual Palais des Festivals foi originalmente condenado por muitos como semelhante a um bunker gigante, em comparação com o slendour do original Palais des Festivals.

## Formato e Visual
A única coisa que atingiu a todos assistir o Festival Eurovisão da Canção 1959, é a encenação muito elaborada e atractiva do espectáculo, ao contrário do que se passou nos dois concursos anteriores. A apresentadora do espectáculo Jacqueline Joubert (abaixo) foi uma das apresentadoras de televisão mais experientes da Europa, tendo sido a primeira locutora de continuidade quando a TV francesa foi criada em 1949. Joubert utilizou o francês durante todo o show, só falando em inglês por parte do votação. A antiga atriz de teatro e cinema, Joubert (mãe do apresentadpr "Eurotrash" Antoine de Caunes) começou o festival com uma introdução individual de cada concorrente das 11 nações participantes, enquanto usava um ponteiro gigante para indicar a posição de cada país no placar das votações. Cada interprete apareceu numa das três tendas giratórias, cada um com um cenário combinado para o país que representavam. Embora esta foi uma introdução ao invés prolixo, foi certamente visualmente atraente e bastante teatral. A apresentação de todos os cantores como a introdução para o concurso, foi feito em várias ocasiões, tendo a última sido na edição de 2018. Após a introdução inicial, Joubert também apresentou cada cantor antes da sua apresentação. Estes desempenhos foram, mais uma vez feitos a partir das tendas rotativas. A apresentação das músicas era rápida e a recepção do público foi certamente mais entusiasmante do que nas edições anteriores. Frank Pourcell tinha conduzido o vencedor da Eurovisão 1958 e foi sua orquestra que forneceu o acompanhamento musical para esta edição. Curiosamente seis dos onze canções foram conduzidas por Pourcell, um recorde para um concurso. Apesar da apresentação de abertura longa e das apresentações individuais, o Festival Eurovisão da Canção 1959 durou apenas 73 minutos, ajudado por não ter tido nenhum intervalo, e uma sequência de votação muito suave. Mais uma vez, o padrão geral das canções foi bastante elevado com várias novidades recebendo um passeio, com resultados muito diferentes. O cenário era composto por três tendas giratórias pequenas, de onde vieram os cantores, que cantaram com fotografias típicas do país de fundo.

## Votação
Cada país tinha um júri constituído por 10 membro e  cada um deles dava 1 ponto à sua canção preferida. Por alguma razão, uma nova regra foi criada para este Festival Eurovisão da Canção, garantindo que não há editores profissionais ou compositores fossem autorizados a estar nos júris nacionais. Essa regra não durou por muito tempo. No entanto, é muito improvável que esta mudança de regra tinha nada a ver com o facto de que esta foi uma das sequências de voto mais renhidas e mais emocionantes na primeira década do concurso. A apresentadora Jacqueline Joubert adotou uma abordagem bastante formal para o processo de votação, usando um ponteiro grande para mostrar onde o placar estava a vir. Mais uma vez, os países considerados em ordem inversa á sua interpretação e cada país tinha dez jurados, cada um dos quais atribuído um ponto para sua música favorita. Bélgica deu uma vantagem esmagadora aos seus vizinhos holandeses, mas depois de quatro países terem votado, os Países Baixos foi apenas um dos três países que estavam empatados; com a Suíça eo  Reino Unido que tinha uma ligeira vantagem, tendo já votado. Quando o júri holandês entregou ao Reino Unido cinco dos seus dez pontos, o que pareceu tornar-se decisivo. No entanto, foi o júri italiano o centro das atenções com os votos críticos, quando concedeu sete pontos para os Países Baixos. No entanto, após não ter sido pontuado pelo júri dinamarquês (o penúltimo a votar), os Países Baixos era apenas um dos quatro países que ainda poderia ganhar, dependendo dos votos do júri da França. Quando o juri francês concedeu quatro pontos para a canção holandesa, ficou claro que os Países Baixos estava para vencer pela segunda vez o Festival Eurovisão da Canção em três anos. Pelo segundo ano consecutivo a participação italiana foi a grande decepção, terminando em 6º lugar. Excepcionalmente, os países constituintes do top3, voltaram a interpretar as suas canções, dando ao público uma segunda oportunidade para ouvir a participação de casa e o vice-campeão do Reino Unido, bem como a vencedora holandesa Teddy Scholten.

## Participações individuais
Cada país a concurso, executou a escolha do seu representante de maneira diferente, tendo sido marcado pela final nacional sueca (o Melodifestivalen), que foi considerado um pouco unusual, por ter sido vencido um interprete e para o festival ter sido escolhido outro. Para características específicas sobre a entrada de cada participante no festival, seguir a ligação com o nome dos países na caixa em baixo.
Predefinição:Participações Individuais ESC1959

## Participantes

Países participantes
Países participantes em edições anteriores

Bem como ter o maior local e audiência até à data, o Festival Eurovisão da Canção 1959 também teve o maior número de países participantes até à data. Depois de ter falhado a competição de 1958, o Reino Unido voltou, e aproveitando a competição que estava sendo encenado em sua porta, o pequeno principado de Mônaco fez sua estreia na Eurovisão. A única surpresa foi a decisão do Luxemburgo de se retirar, na sequência do resultado decepcionante no ano anterior. Luxemburgo, assim, tornou-se a primeira das sete nações originais da Eurovisão, a perder uma edição. Pela primeira vez, a Suíça não foi representada pela vencedora de 1956 Lys Assia e os Países Baixos não foram representados pela vencedora de 1957 Corry Brokken, que havia perdido um recorde de quarta particição na Eurovisão no final nacional holandesa. Dois veteranos da Eurovisão fizeram no entanto um retorno, de 1957 a cantora dinamarquesa Birthe Wilke, desta vez como solista e o italiano Domenico Modugno, pondo a deceção acontecida no ano anterior para trás, para tentar por uma segunda vez. No ano de intervir, Modugno tinha-se tornado uma das maiores estrelas da música internacional, graças ao sucesso de "Nel blu dipinto di blu (Volare)" e mais uma vez a Itália começou como o favorito na pré-competição, com nação anfitriã França também altamente classificada.
A música alemã foi originalmente intitulada "Heut 'Möcht' Ich Bummeln" (Hoje eu quero dar um passeio'). As irmãs Kessler, as representantes alemãs, pediram para modificar algumas palavras. O título então se tornou "Heute abend woll'n wir tanzen geh'n" (Hoje vamos dançar).
| País          | Título original da Canção             | Artista                    | Processo                                        | Data da Selecção        |
| País          | Tradução em Português                 | Idiomas de Interpretação   | Processo                                        | Data da Selecção        |
| ------------- | ------------------------------------- | -------------------------- | ----------------------------------------------- | ----------------------- |
| Áustria       | "Der K und K Kalypso aus Wien"        | Ferry Graf                 | Selecção Interna de 1959                        | -                       |
| Áustria       | O K e K Calipso de Viena              | Alemão                     | Selecção Interna de 1959                        | -                       |
| Alemanha      | "Heute Abend wollen wir tanzen geh'n" | Alice & Ellen Kessler      | Selecção Interna de 1959                        | -                       |
| Alemanha      | Hoje à noite queremos ir dançar       | Alemão                     | Selecção Interna de 1959                        | -                       |
| Bélgica       | "Hou toch van mij"                    | Bob Benny                  | Wedstrijd voor het beste lied 1959              | 15 de fevereiro de 1959 |
| Bélgica       | Por favor ama-me                      | Holandês                   | Wedstrijd voor het beste lied 1959              | 15 de fevereiro de 1959 |
| Dinamarca     | "Uh, jeg ville ønske jeg var dig"     | Birthe Wilke               | Dansk Melodi Grand Prix 1959                    | 12 de fevereiro de 1959 |
| Dinamarca     | Oh- Quem me dera ser tu               | Dinamarquês                | Dansk Melodi Grand Prix 1959                    | 12 de fevereiro de 1959 |
| França        | "Oui, oui, oui, oui"                  | Jean Philippe              | Final Nacional de 1959                          | -                       |
| França        | Sim, Sim, Sim, Sim                    | Francês                    | Final Nacional de 1959                          | -                       |
| Itália        | "Piove (Ciao, ciao bambina)"          | Domenico Modugno           | Festival della Canzone Italiana di Sanremo 1959 | 31 de janeiro de 1959   |
| Itália        | Está a chover (Adeus, adeus menina)   | Italiano                   | Festival della Canzone Italiana di Sanremo 1959 | 31 de janeiro de 1959   |
| Mónaco        | "Mon ami Pierrot"                     | Jacques Pills              | Selecção Interna de 1959                        | -                       |
| Mónaco        | O meu amigo Pierrot                   | Francês                    | Selecção Interna de 1959                        | -                       |
| Países Baixos | "Een beetje"                          | Teddy Scholten             | Nationaal Songfestival 1959                     | 17 de fevereiro de 1959 |
| Países Baixos | Um pouco                              | Holandês                   | Nationaal Songfestival 1959                     | 17 de fevereiro de 1959 |
| Reino Unido   | "Sing, Little Birdie"                 | Pearl Carr & Teddy Johnson | A Song For Europe 1959                          | 12 de fevereiro de 1959 |
| Reino Unido   | Canta, Pequeno Passarinho             | Inglês                     | A Song For Europe 1959                          | 12 de fevereiro de 1959 |
| Suécia        | "Augustin"                            | Brita Borg                 | Melodifestivalen 1959                           | 29 de janeiro de 1959   |
| Suécia        | Augustin                              | Sueco                      | Melodifestivalen 1959                           | 29 de janeiro de 1959   |
| Suíça         | "Irgendwoher"                         | Christa Williams           | Finale suisse 1959                              | 22 de fevereiro de 1959 |
| Suíça         | De algures                            | Alemão                     | Finale suisse 1959                              | 22 de fevereiro de 1959 |

## Festival

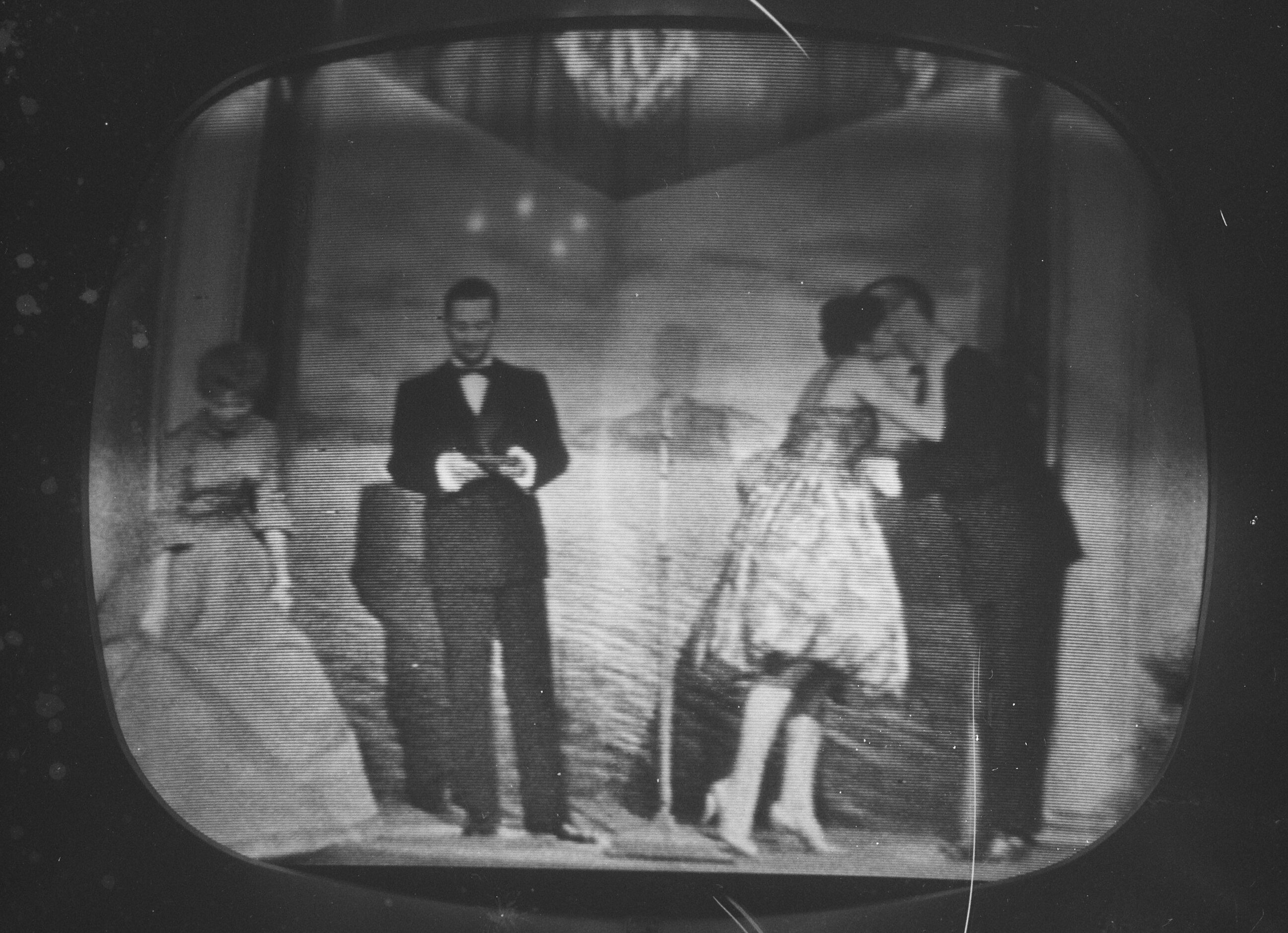
Teddy Scholten a ser proclamada vencedora.

Pela primeira vez, o país anfitrião foi o responsável por abrir o desfile das canções. Tendo ganho no ano anterior com uma balada, a França apresentou-se em 1959 com uma canção latin-tempo "Oui, oui, oui, oui" (Sim, sim, sim, sim). A canção interpretada de forma enérgica por Jacques Philippe, incorporou duas ideias que estariam na base da chamada "canção eurovisiva": um refrão orelhado e referência a lugares (neste caso com Capri, Bengala e Havai). Seguiu-se Birthe Wilke, que, após representar a Dinamarca no Festival Eurovisão da Canção 1957 com uma música de amor em dueto, regressou com a música up-tempo "Uh, jeg ville ønske jeg var dig" (Oh, Quem me dera ser tu) interpretada com charme e uma forte orquestração. Pelo segundo ano consecutivo, Domenico Modugno voltou a representar a Itália, desta vez com "Piove (Ciao, ciao bambina)" (Está a chover (Adeus, adeus menina)), música dramática e não usual que se tornaria outro sucesso de Modugno. Porém, não conseguiu atingir o sucesso de "Nel blu dipinto di blu". Após três músicas fortes, chegou a vez da estreia do Mónaco, representada pela canção "Mon ami Pierrot" (Meu amigo Pierrot), interpretada por Jacques Pils, cuja filha, Jacqueline Boyer, tornar-se-ia um ano mais tarde a vencedora do Festival Eurovisão da Canção, pela França. A quinta canção a subir ao palco foi a canção representante dos Países Baixos, interpretada por Teddy Scholten. "Een beetje" (Um pouco) uma canção com toques de up-tempo e com um refrão cativante, tornar-se-ia a canção vencedora da edição. A participação alemã traria à Eurovisão a primeira "família", as irmãs gémeas Alice & Ellen Kessler, que interpretaram a canção swing-tempo "Heute Abend wollen wir tanzen geh'n" (Hoje à noite queremos ir dançar) com o refrão cativante "hallo boys".
Com mais de metade das canções já interpretadas, a Suécia trouxe outra música up-temp ao certame. Brita Borg usou várias expressões faciais para contar a história de "Augustin", um rapaz mulherengo. Em contraste, Christa Williams apresentou a balada operática "Irgendwoher" (De algures). A canção austríaca "Der K und K Kalypso aus Wien" (O K e K Calipso de Viena) cantado por Ferry Graf, protagonizou uma das atuações mais bizarras da história do Eurovisão, combinando um calipso caribenho com iodelei, truques orquestrais e nenhum refrão óbvio. O Reino Unido regressou ao certame com o casal Pearl Carr & Teddy Johnson, cuja atuação da canção "Sing, Little Birdie" (Canta, Passarinho), incluiu um pássaro de brincar. Apesar da atuação pouco usual, tornou-se uma das fortes candidatas à vitória. Em contrapartida, a canção que encerrou o desfile, "Hou toch van mij" (Por favor ama-me), representando a Bélgica, e interpretado por Bob Benny, foi mais convencional, aproximando-se à música vencedora do ano anterior.
| #   | País          | Idioma      | Artista                    | Canção                                | Lugar | Pontuação |
| --- | ------------- | ----------- | -------------------------- | ------------------------------------- | ----- | --------- |
| 1º  | França        | Francês     | Jean Philippe              | "Oui, oui, oui, oui"                  | 3º    | 15        |
| 2º  | Dinamarca     | Dinamarquês | Birthe Wilke               | "Uh, jeg ville ønske jeg var dig"     | 5º    | 12        |
| 3º  | Itália        | Italiano    | Domenico Modugno           | "Piove (Ciao, ciao bambina)"          | 6º    | 9         |
| 4º  | Mónaco        | Francês     | Jacques Pills              | "Mon ami Pierrot"                     | 11º   | 1         |
| 5º  | Países Baixos | Holandês    | Teddy Scholten             | "Een beetje"                          | 1º    | 21        |
| 6º  | Alemanha      | Alemão      | Alice & Ellen Kessler      | "Heute Abend wollen wir tanzen geh'n" | 8º    | 5         |
| 7º  | Suécia        | Sueco       | Brita Borg                 | "Augustin"                            | 9º    | 4         |
| 8º  | Suíça         | Alemão      | Christa Williams           | "Irgendwoher"                         | 4º    | 14        |
| 9º  | Áustria       | Alemão      | Ferry Graf                 | "Der K und K Kalypso aus Wien"        | 9º    | 4         |
| 10º | Reino Unido   | Inglês      | Pearl Carr & Teddy Johnson | "Sing, Little Birdie"                 | 2º    | 16        |
| 11º | Bélgica       | Holandês    | Bob Benny                  | "Hou toch van mij"                    | 6º    | 9         |

### Resultados
A ordem de votação, foi ao contrário da ordem de actuação dos países no festival. Sendo assim, a ordem de votação no Festival Eurovisão da Canção 1959, foi a seguinte:

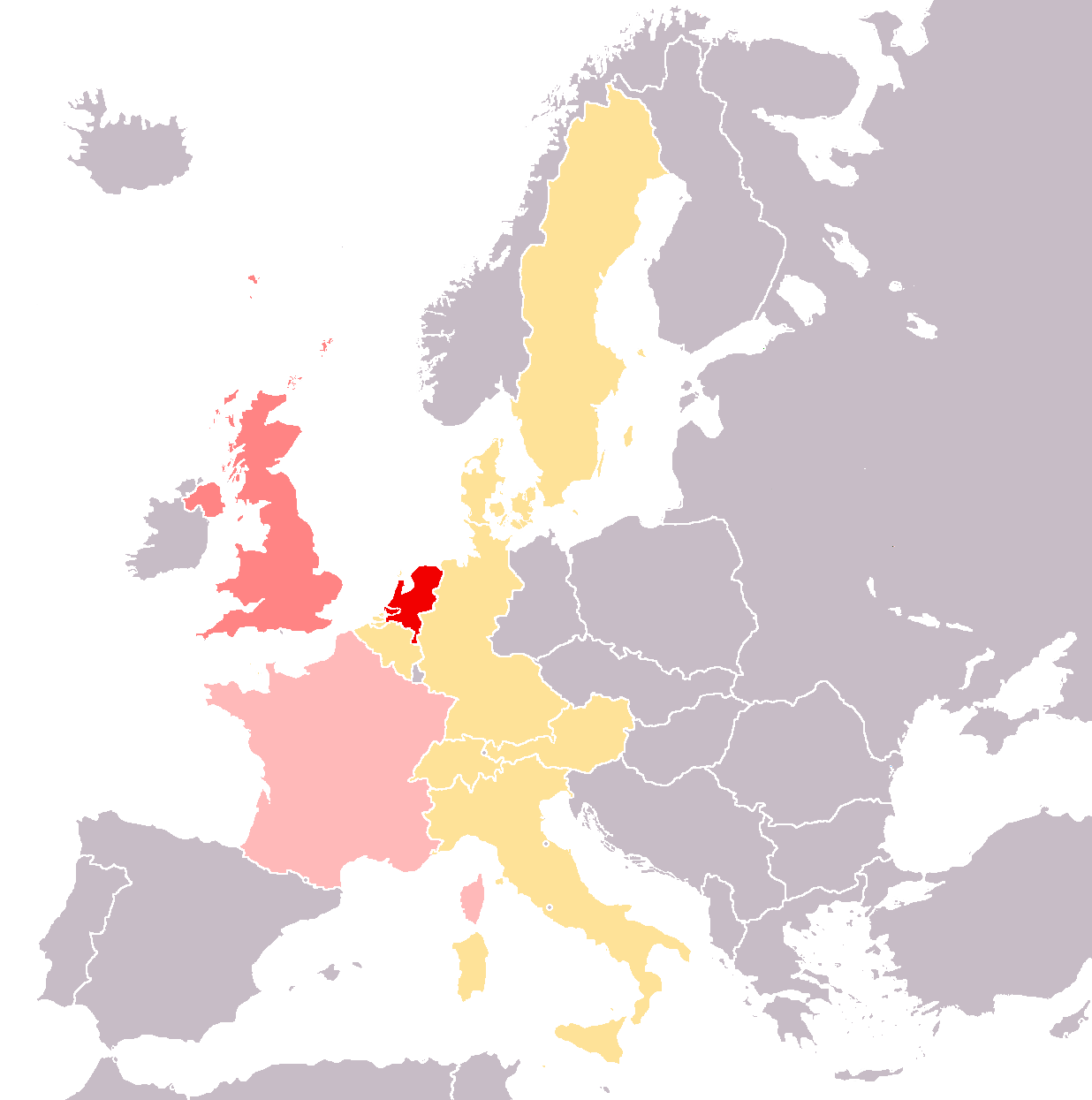
Vencedor
2º classificado
3º classificado

| Países Votantes | Países Pontuados | Países Pontuados | Países Pontuados | Países Pontuados | Países Pontuados | Países Pontuados | Países Pontuados | Países Pontuados | Países Pontuados | Países Pontuados | Países Pontuados |
| --------------- | ---------------- | ---------------- | ---------------- | ---------------- | ---------------- | ---------------- | ---------------- | ---------------- | ---------------- | ---------------- | ---------------- |
| Países Votantes | França           | Dinamarca        | Itália           | Mónaco           | Países Baixos    | Alemanha         | Suécia           | Suíça            | Áustria          | Reino Unido      | Bélgica          |
| Bélgica         | 2                |                  | 1                |                  | 3                | 1                |                  | 1                |                  | 2                |                  |
| Reino Unido     |                  | 2                |                  |                  | 1                |                  |                  | 5                |                  |                  | 2                |
| Áustria         | 1                | 2                |                  | 1                | 3                |                  |                  | 1                |                  | 2                |                  |
| Suíça           | 1                | 1                | 3                |                  |                  | 1                |                  |                  | 1                | 3                |                  |
| Suécia          |                  | 4                | 1                |                  |                  |                  |                  | 3                | 2                |                  |                  |
| Alemanha        | 4                |                  |                  |                  | 2                |                  |                  | 1                |                  |                  | 3                |
| Países Baixos   |                  | 1                |                  |                  |                  |                  | 3                |                  |                  | 5                | 1                |
| Mónaco          | 2                | 1                | 1                |                  | 1                |                  |                  | 1                | 1                | 2                | 1                |
| Itália          | 1                | 1                |                  |                  | 7                | 1                |                  |                  |                  |                  |                  |
| Dinamarca       | 4                |                  |                  |                  |                  |                  | 1                | 2                |                  | 1                | 2                |
| França          |                  |                  | 3                |                  | 4                | 2                |                  |                  |                  | 1                |                  |
| Total           | 15               | 12               | 9                | 1                | 21               | 5                | 4                | 14               | 4                | 16               | 9                |
| Lugar           | 3º               | 5º               | 6º               | 11º              | 1º               | 8º               | 9º               | 4º               | 9º               | 2º               | 6º               |
| Países Votantes | França           | Dinamarca        | Itália           | Mónaco           | Países Baixos    | Alemanha         | Suécia           | Suíça            | Áustria          | Reino Unido      | Bélgica          |
| Países Votantes | Países Pontuados |                  |                  |                  |                  |                  |                  |                  |                  |                  |                  |

| Países Votantes | Países Pontuados | Países Pontuados | Países Pontuados | Países Pontuados | Países Pontuados | Países Pontuados | Países Pontuados | Países Pontuados | Países Pontuados | Países Pontuados | Países Pontuados |
| --------------- | ---------------- | ---------------- | ---------------- | ---------------- | ---------------- | ---------------- | ---------------- | ---------------- | ---------------- | ---------------- | ---------------- |
| Países Votantes | França           | Dinamarca        | Itália           | Mónaco           | Países Baixos    | Alemanha         | Suécia           | Suíça            | Áustria          | Reino Unido      | Bélgica          |
| Bélgica         | 2                | 0                | 1                | 0                | 3                | 1                | 0                | 1                | 1                | 2                | 0                |
| Reino Unido     | 2                | 2                | 1                | 0                | 4                | 2                | 0                | 6                | 1                | 2                | 2                |
| Áustria         | 3                | 4                | 1                | 1                | 7                | 2                | 0                | 7                | 1                | 4                | 2                |
| Suíça           | 4                | 5                | 4                | 1                | 7                | 2                | 0                | 7                | 1                | 7                | 2                |
| Suécia          | 4                | 9                | 5                | 1                | 7                | 3                | 0                | 10               | 3                | 7                | 2                |
| Alemanha        | 8                | 9                | 5                | 1                | 9                | 3                | 0                | 11               | 3                | 7                | 5                |
| Países Baixos   | 8                | 10               | 5                | 1                | 9                | 3                | 3                | 11               | 3                | 12               | 6                |
| Mónaco          | 10               | 11               | 6                | 1                | 10               | 3                | 3                | 12               | 4                | 14               | 7                |
| Itália          | 11               | 12               | 6                | 1                | 17               | 3                | 3                | 12               | 4                | 14               | 7                |
| Dinamarca       | 15               | 12               | 6                | 1                | 17               | 5                | 4                | 14               | 4                | 15               | 9                |
| França          | 15               | 12               | 9                | 1                | 21               | 5                | 4                | 14               | 4                | 16               | 9                |
| Lugar           | 3º               | 5º               | 6º               | 11º              | 1º               | 8º               | 9º               | 4º               | 9º               | 2º               | 6º               |
| Países Votantes | França           | Dinamarca        | Itália           | Mónaco           | Países Baixos    | Alemanha         | Suécia           | Suíça            | Áustria          | Reino Unido      | Bélgica          |
| Países Votantes | Países Pontuados |                  |                  |                  |                  |                  |                  |                  |                  |                  |                  |

### Maestros
| País              | Maestro             |
| ----------------- | ------------------- |
| França            | Franck Pourcel      |
| Dinamarca         | Kai Mortensen       |
| Itália            | William Galassini   |
| Mónaco            | Franck Pourcel      |
| Países Baixos     | Dolf van der Linden |
| Alemanha          | Franck Pourcel      |
| Suécia            | Franck Pourcel      |
| Suíça             | Franck Pourcel      |
| Áustria           | Franck Pourcel      |
| Reino Unido       | Eric Robinson       |
| Bélgica           | Francis Bay         |
| Maestro anfitrião | Franck Pourcel      |

## Artistas Repetentes
Já na quarta edição do festival, alguns artistas eram repetentes na sua experiência Eurovisiva. Em 1959, os repetentes foram:
| País (1959) | Foto | Artista          | Ano Anterior | País Representado | Canção                    | Tradução                 | Pontuação | Classificação |
| ----------- | ---- | ---------------- | ------------ | ----------------- | ------------------------- | ------------------------ | --------- | ------------- |
| Dinamarca   |      | Birthe Wilke     | ESC 1957     | Dinamarca         | "Skibet skal sejle i nat" | O navio parte esta noite | 10        | 3º            |
| Itália      |      | Domenico Modugno | ESC 1958     | Itália            | "Nel blu dipinto di blu"  | Azul pintado em Azul     | 13        | 3º            |

## Transmissão
Os canais de televisão responsáveis pela difusão do concurso quer via televisão, quer via rádio foram as seguintes cadeias televisivas:
| - NDR - ORF - VRT - DR | - RTBF - NTS - RAI - TMC | - BBC - SR - SRG SSR |

### Notícias (oficial)
- «Site Oficial do Festival Eurovisão da Canção»
- «Site Oikotimes, noticias sobre a Eurovisão, o mais lido em Portugal»
- «Site EscToday, noticias sobre a eurovisão»
- «Site Português, noticias sobre a eurovisão» Arquivado em 28 de maio de  2009, no Wayback Machine.
- «Esctime, noticias sobre o tema»
- «Noticias do festival pelo site Eurovisionary» Arquivado em 30 de junho de  2009, no Wayback Machine.